# 卡西亚 (葡萄牙)
卡西亚是葡萄牙阿威罗区的一个堂区。总面积37.36平方公里，总人口7006人，人口密度187.5人/平方公里。